# Holographis
Holographis je biljni rod iz porodice Acanthaceae. Postoji 18 vrsta, sve su meksički endemi.
Rod je opisan u Prodromus Systematis Naturalis Regni Vegetabilis 11: 728. 1847. Tipična vrsta je polugrm ili grm Holographis ehrenbergiana Nees.

## Opis
Rod grmova i polugrmova.

## Vrste
1. Holographis anisophylla T.F.Daniel
2. Holographis argyrea (Leonard) T.F.Daniel
3. Holographis caput-medusae T.F.Daniel
4. Holographis ehrenbergiana Nees
5. Holographis haenkeana (Nees) T.F.Daniel, McDade & Kiel
6. Holographis hintonii (Leonard) T.F.Daniel
7. Holographis ilicifolia Brandegee
8. Holographis leticiana T.F.Daniel
9. Holographis lizethae Cruz Durán & J.Jiménez Ram.
10. Holographis pallida Leonard & Gentry
11. Holographis parayana Miranda
12. Holographis peloria (Leonard) T.F.Daniel
13. Holographis pueblensis T.F.Daniel
14. Holographis tamaulipica T.F.Daniel
15. Holographis tolantongensis T.F.Daniel
16. Holographis velutifolia (House) T.F.Daniel
17. Holographis virgata (Harv. ex Benth. & Hook.f.) T.F.Daniel
18. Holographis websteri T.F.Daniel

## Sinonimi
- Lundellia Leonard; Wrightia 2: 1 (1959.)
- Berginia Harv. ex Benth. & Hook.; Gen. 2: 1096 (1876.)
- Pringleophytum A.Gray; Proc. Amer. Acad. 20: 292 (1885.)